# Histoire de l'Inde

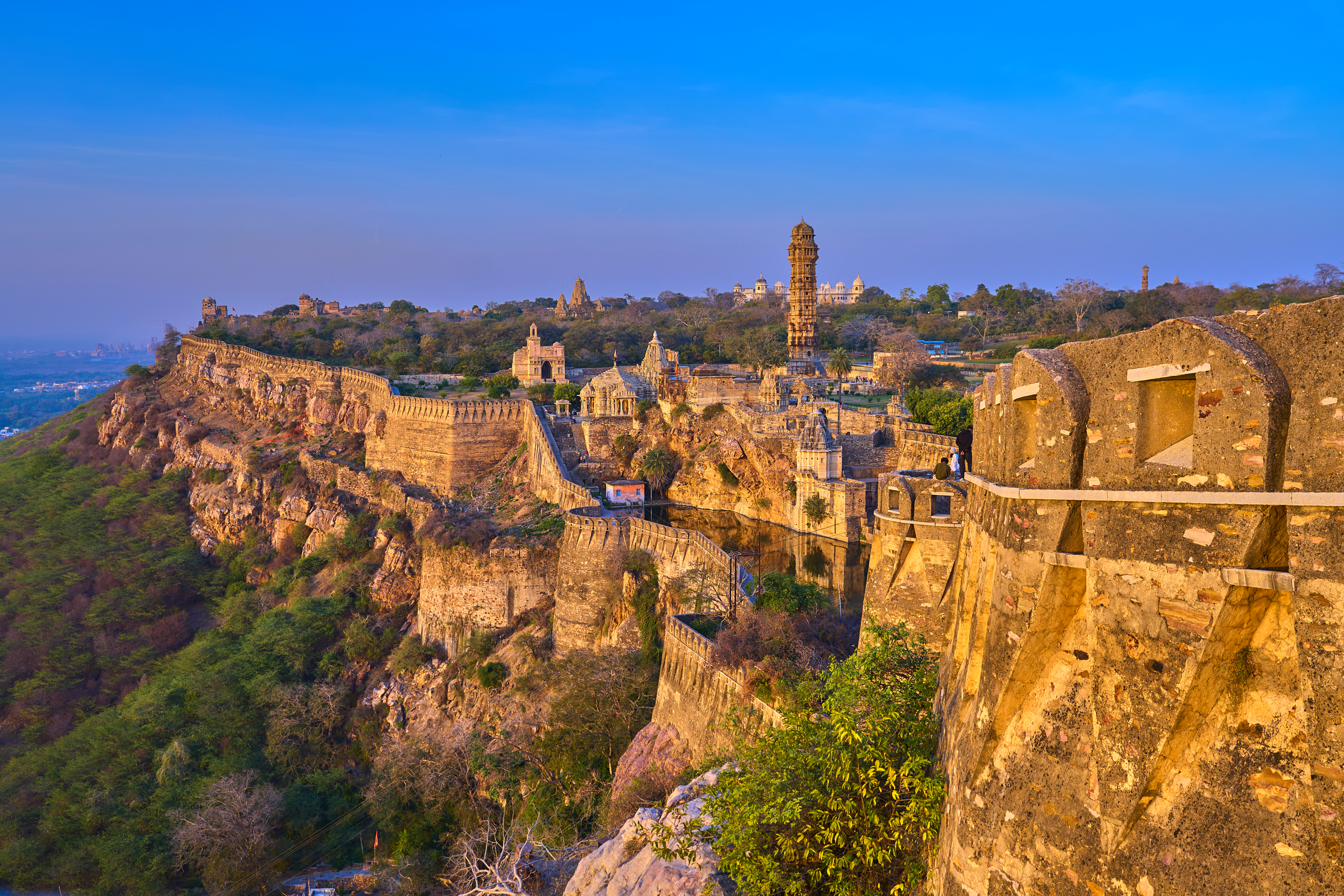
Le fort de Chittor, Rajasthan.

L'histoire de l'Inde est particulièrement riche et peut se diviser en trois grandes ères :
- Des origines à l'Empire moghol (dynasties musulmanes venues de Perse et d'Afghanistan), dominant jusqu'au milieu du XVIIIe siècle.
- La période coloniale européenne, dont l'Empire britannique des Indes comprenait alors le Bangladesh et le Pakistan actuels,
- Depuis l'indépendance de l'Inde (1947-).

Depuis 1947, l'histoire de l'Inde est dominée par des conflits répétés avec le Pakistan (les trois guerres indo-pakistanaises de 1947-1949, 1965 et 1971), par la domination intérieure du Parti du Congrès (ancien parti de Nehru et Gandhi) et par des tensions religieuses récurrentes entre hindous et musulmans (émeutes de 1992 et de 2002).

## Préhistoire
Les premières colonies d'humains modernes en Inde sont estimées à des dates entre 60 et 70 000 ans. Les plus anciennes traces humaines trouvées en Asie du Sud remontent à environ 30 000 ans. Au début de l'Holocène, l'Asie du Sud est un continent de chasseurs-cueilleurs.
Autour de 7 000 av. J.-C., la première installation néolithique apparaît sur le sous-continent à Mehrgarh et dans d'autres sites dans l'ouest du Pakistan. Pendant et après la période néolithique, les agriculteurs dominent la terre, en particulier les vallées fluviales fertiles.

## DuIIemillénaire av. J.-C. au Moyen Âge indien

### Civilisation de la vallée de l'Indus

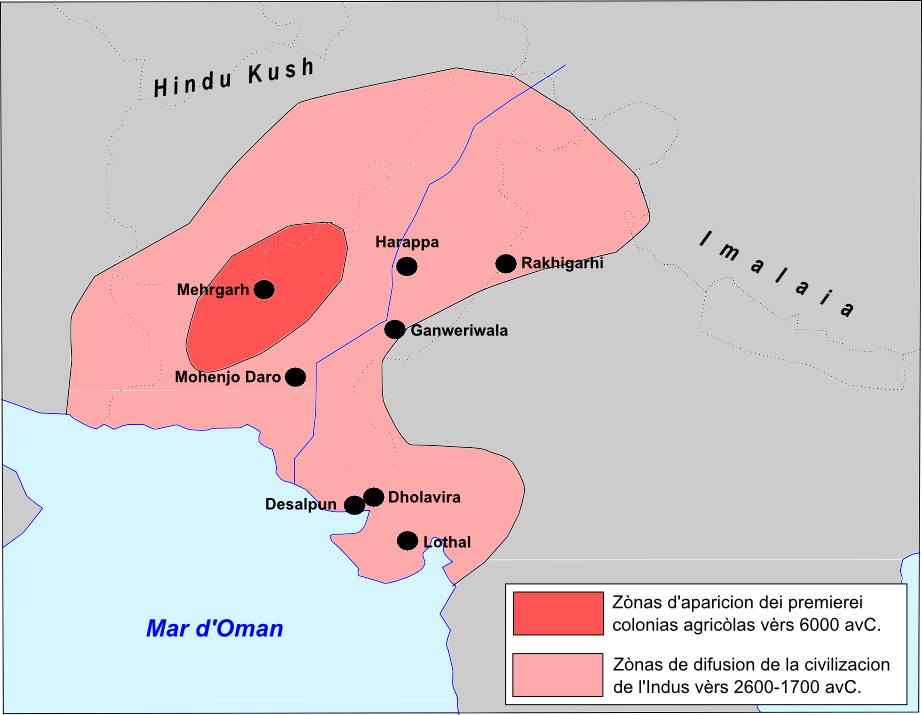
Extension de la civilisation de la vallée de l'Indus (en rose) à partir des zones d'apparition de l'agriculture dans la région (en rouge).

L'Inde connaît une civilisation continue depuis le XVIe siècle av. J.-C., depuis que les habitants de la vallée de l'Indus ont développé une culture urbaine fondée sur l'agriculture et le commerce par mer et peut-être par terre avec la Mésopotamie.

### Civilisation védique
Cette période est particulièrement mal connue et reste sujette à débats. Durant le IIe millénaire av. J.-C., des tribus de pasteurs parlant une langue indo-européenne envahissent le sous-continent à partir du nord-ouest. En s'installant dans la vallée gangétique, elles assimileraient les cultures précédentes. Cette hypothèse est confirmée par les études génétiques les plus récentes (2017),.
C'est durant cette période de l'histoire de l'Inde que les textes hindouistes canoniques, tels que les quatre vedas, les Brahmanas, les Aranyaka et les Upanishad sont composés en sanskrit védique, une forme ancienne du sanskrit. La culture associée à cette période, parfois désignée comme la civilisation védique, se développe au nord et au nord-ouest du sous-continent indien.
La civilisation indienne classique est ainsi fédérée par l’usage du sanskrit qui détermine une aire spatiale et temporelle où l’on emploie le sanskrit comme langue de culture.

### Antiquité et Moyen Âge indien

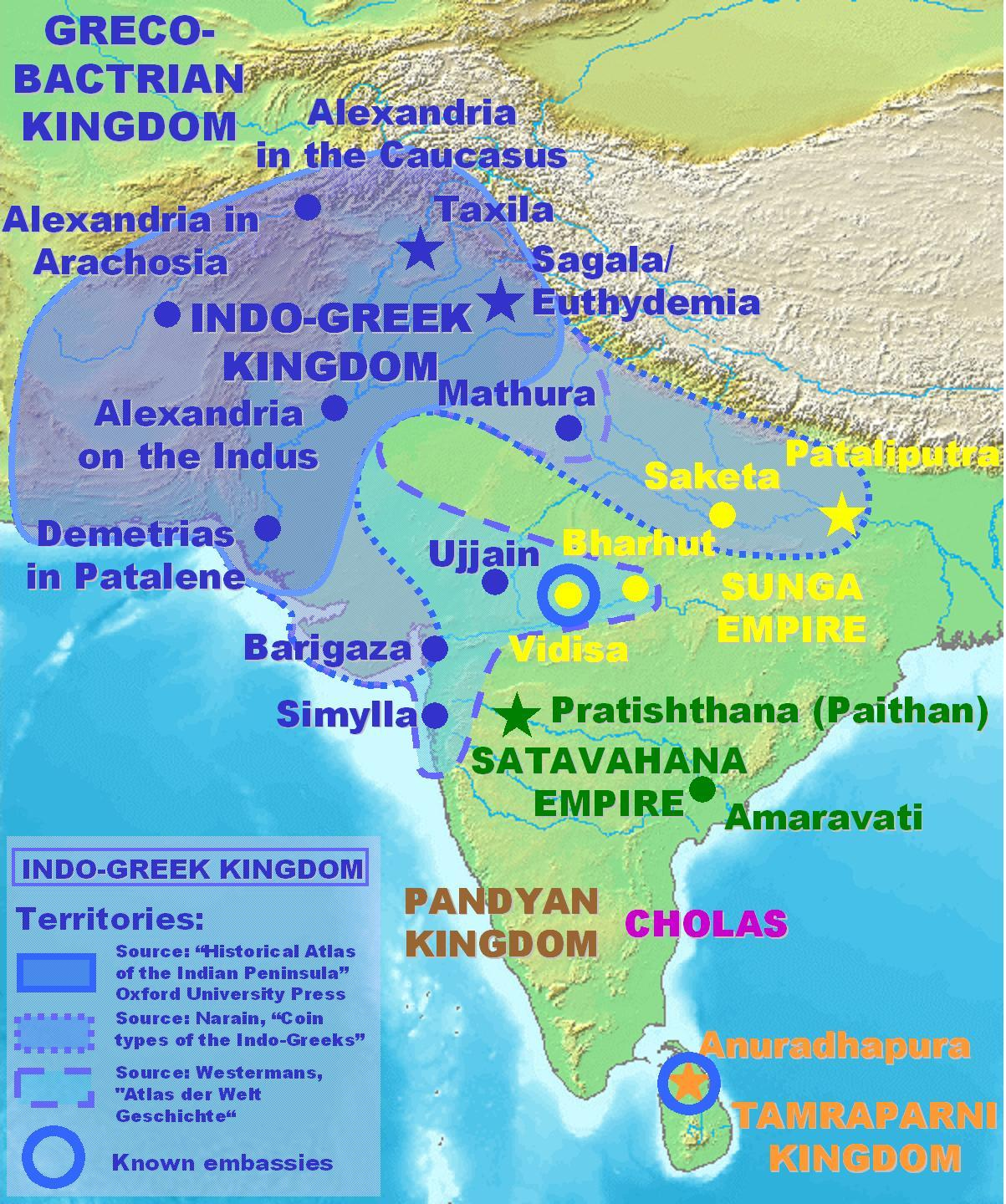
Royaumes indo-grecs vers -200

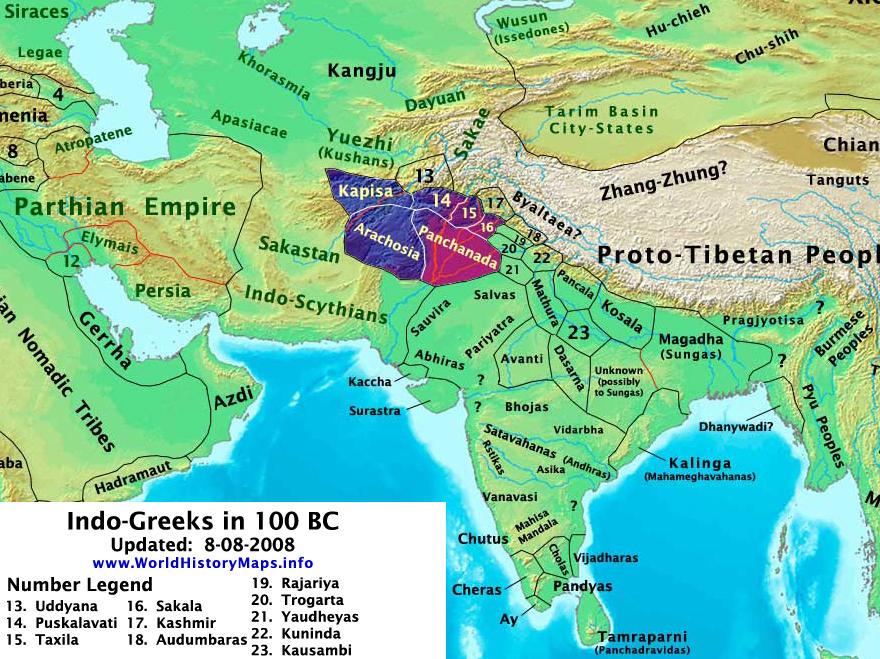
Royaumes indo-grecs vers -100

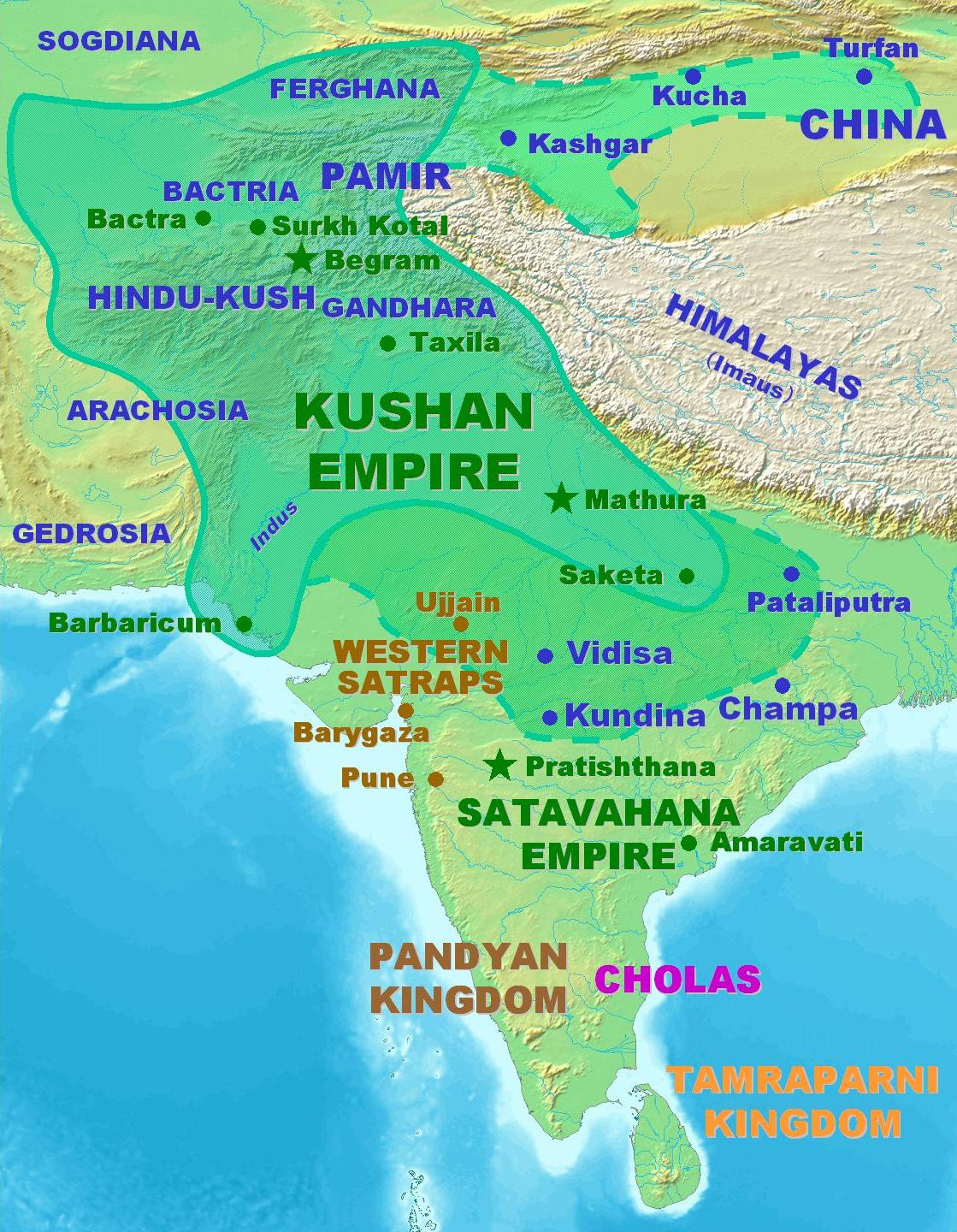
Empire kouchan vers +200

Triangle de Kânnauj vers 800

La fin de la période védique est caractérisée par le renouvellement de la mythologie. La divinité est maintenant adorée sous des formes diverses selon les deux grandes écoles de l'hindouisme : le shivaïsme et le vishnouisme. L'apparition du bouddhisme au VIe siècle avant l'ère chrétienne introduit en Inde une religion de délivrance et de charité. La prédication de Bouddha peut se développer sans rencontrer de trop fortes résistances dans une société où l'emprise du brahmanisme n'est pas encore aussi étendu ni le système des castes aussi rigide qu'il le deviendra par la suite. Contemporain du bouddhisme par son fondateur historique, le Mahâvîra, le jaïnisme implique comme celui-ci le rejet du système des castes et de la domination des brahmanes.
Politiquement, au cours du IIIe siècle av. J.C., le royaume de Magadha annexe ou réduit d'autres États pour émerger comme entité principale parmi les différents royaumes qui occupent l'espace de l'Inde ancienne. Il est également le berceau de l'Empire maurya (321 à 185 av. J.-C.) qui parvient à contrôler la totalité du sous-continent à l'exception de l'extrême sud, tout en laissant de grandes zones autonomes. Les rois maurya sont connus pour la construction de leur empire et pour leur gestion de la vie publique, notamment Ashoka qui renonce au militarisme et propage le dharma bouddhique.
La conquête d'Alexandre le Grand (franchissement de l'Indus en 326) introduit dans l'histoire indienne la première donnée chronologique sûre par référence à l'historique grecque. Dans le morcellement territorial qui fait suite à la mort d'Ashoka, les royaumes indo-grecs qui dominent le Pendjab et le Saurashtra maintiennent le lien entre la Méditerranée et le monde indien. Le sanskrit devient la langue officielle des États indiens avec le prâkrit.
Parmi les diverses invasions du début de l'ère chrétienne, une réussit et crée l'Empire kouchan, un vaste État qui s'étend du Tadjikistan à la mer Caspienne et à l’Afghanistan et, vers le sud, à la vallée du Gange. À son apogée, sous le règne de Kanishka se crée une première route de la soie entre l'Empire des Han et la Méditerranée romaine. Kanishka est également un protecteur du bouddhisme et la disposition géographique de son empire permet le passage du bouddhisme mahāyāna « grand véhicule » en pays chinois.
La carte politique de l'Inde antique et médiévale est composée de royaumes innombrables aux frontières fluctuantes. Aux IVe et Ve siècles, le nord de l'Inde est unifié sous la dynastie des Gupta. Cette période est considérée en Inde comme un âge d'or, la civilisation hindoue ayant atteint un apogée inconnu jusqu'alors. Considéré comme un Empire en raison de son étendue et de sa puissance, l'Empire des Gupta s'avère peu centralisé. Du point de vue religieux, l'époque est marquée par la cohabitation du brahmanisme (qui se transforme en hindouisme) et du bouddhisme, ce dernier connaissant alors son dernier éclat en Inde, avant de connaître un reflux face au premier. On ignore si l'Empire Gupta succombe sous les coups des Huns ou du fait de forces internes de dislocation.
L'idée d'un Moyen Âge indien succédant à l'Antiquité est essentiellement un décalque superficiel de l'histoire occidentale appliquée à l'Inde.
- Antiquité et Moyen Âge indien
- Royaume gréco-bactrien, Royaumes indo-grecs, Royaume indo-parthe
- Empire kouchan, Royaume kidarite (320-467)
- Shvetahûna (Huns Hephtalites)
- Alkhon (Alakhana, 360-670), Toramana (roi de 493 à 515 environ)

## Période indo-musulmane et affirmation de l'hindouisme

### Conquête musulmane

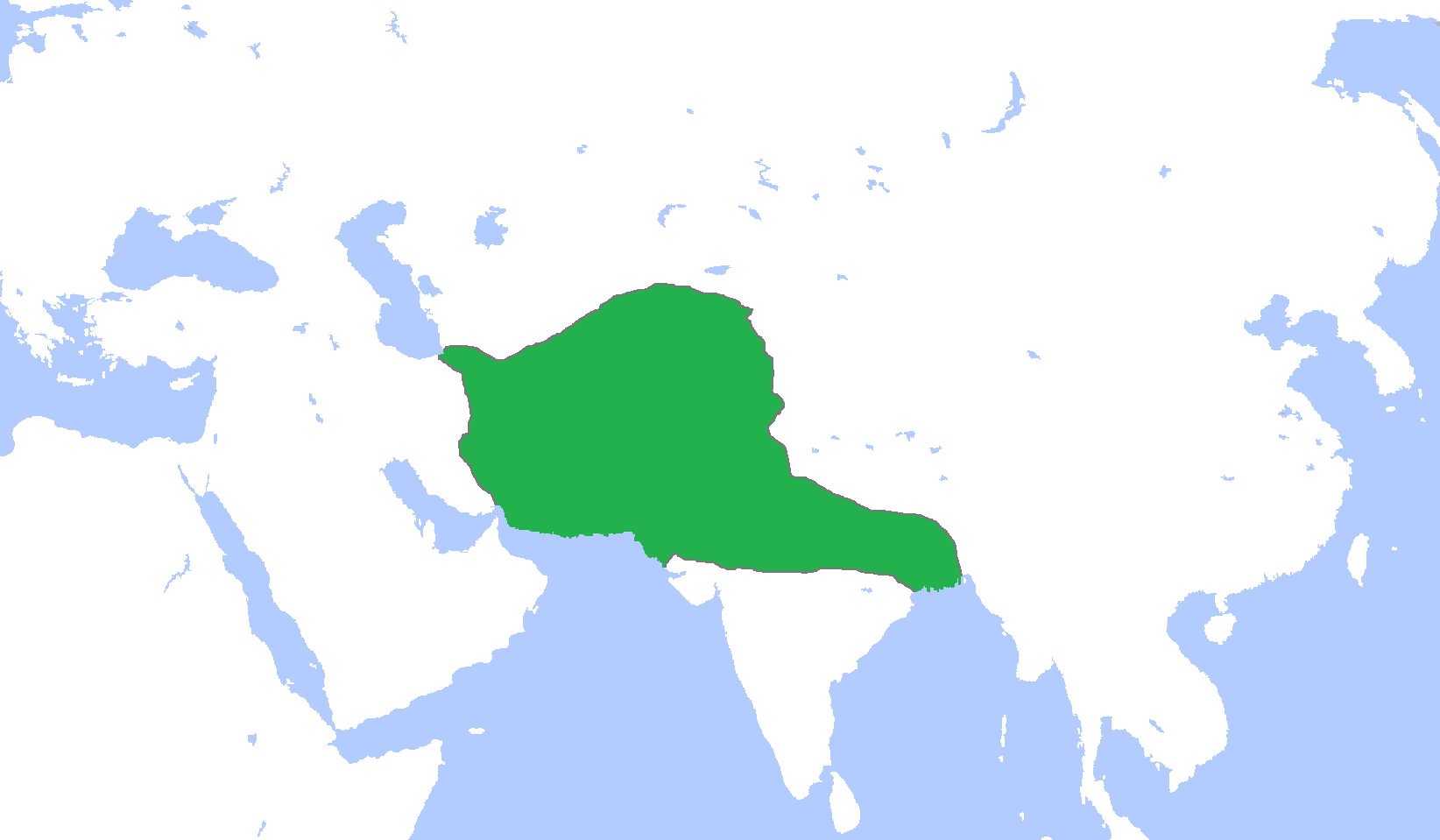
Ghorides (879-1215)

La conquête musulmane débute en 712 avec la prise du Sind par Muhammad ibn al-Qasim qui l'établit comme sa base stratégique. Les hindous obtiennent la liberté de pratiquer leur religion en payant la taxe nommée jizya.
La poursuite de l'invasion dans le Nord de l'Inde échoue pendant trois siècles face aux troupes des rois hindous. Les royaumes hindous de la plaine gangétique sont morcelés. Deux pays apparaissent dans l'histoire vers les VIIe – VIIIe siècles : le Népal et le Cachemire. Le Deccan demeure hors d'atteinte des expéditions musulmanes. La dynastie Chalukya règne sur une grande partie de l'Inde du Sud et centrale entre le VIe et le XIIe siècle. Le Sud dravidien est tout aussi morcelé que les pays du Nord.
D'un point de vue culturel, il n'existe aucune coupure entre la civilisation de l'Antiquité et celle dénommée pour des raisons pratiques Moyen Âge. On observe seulement une transformation progressive de l'art, de la pensée et de la vie religieuse.

### Sultanat de Delhi (1206–1526)

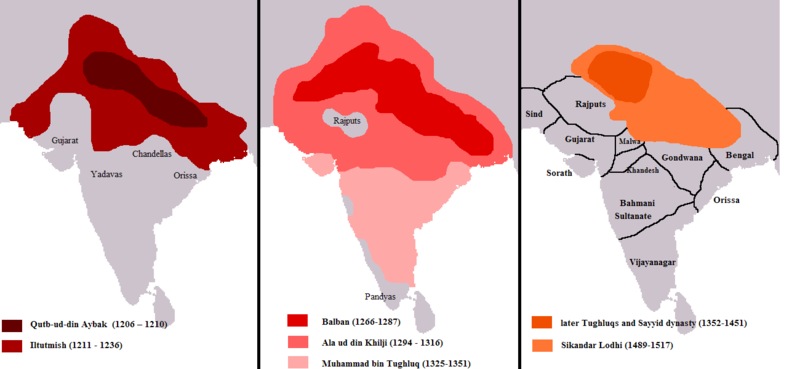
Sultanat de Delhi (1206-1526)

Aux Xe et XIe siècles, des Turcs et des Afghans envahissent l'Inde et établissent des sultanats. Du XIe siècle au XVe siècle, l'Inde du Nord est dominée par les sultans turco-afghans (sultanat de Delhi), et l'Inde méridionale par les dynasties hindoues Chola et du Vijayanagar. Durant cette période, les deux mondes - l'hindou dominant et le musulman dirigeant - se mélangent et connaissent des influences culturelles croisées.
Dans la majeure partie de l'Inde, l'hindouisme élimine peu à peu les communautés bouddhistes et jaïnistes qui avaient longtemps bénéficié de la faveur des souverains sans pour autant parvenir à gagner un enracinement suffisant dans la foi et les pratiques populaires. Le jaïnisme se maintient principalement au Gujarat. Le bouddhisme se restreint à Ceylan et aux hautes régions de civilisation tibétaine. L'hindouisme prend un aspect beaucoup plus mystique désigné sous le terme de bhakti ce qui rend les cultes religieux beaucoup plus accessibles à la masse des fidèles. Se développent les cultes de Krishna et de Radha.

### L'Empire moghol (1526-1857)

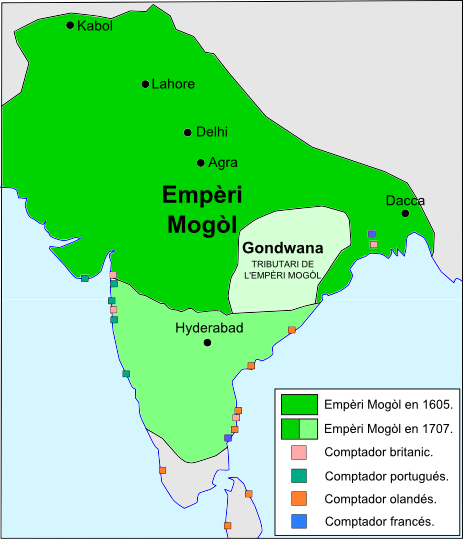
Extension de l'Empire Moghol durant le règne d'Akbar (vert foncé) et conquêtes durant le règne d'Aurangzeb (vert intermédiaire). En vert clair, l'état du Gondwana tributaire de l'Empire.

Cet empire est fondé en Inde par Babur, le descendant de Tamerlan, en 1526, lorsqu'il défait Ibrahim Lodi, le dernier sultan de Delhi à la bataille de Pânipat.

### La période marathe (1674–1819)
Comme son nom l'indique, l'Empire marathe, sursaut hindouiste contre le pouvoir des Moghols, trouve son origine dans la région qui forme maintenant l'État du Maharashtra. Au XVIIe siècle, Shivaji dirige une rébellion contre l'empire Moghol. Sous son règne et sous celui de son fils Sambhaji, le territoire marathe s'étend sur la vallée du Gange et une grande partie de l'Inde centrale. Après la mort de Shivaji, Aurangzeb marche sur le Dekkan avec l'intention d'en finir avec l'Empire marathe. Neuf années de guerre s'ensuivent qui s'achèvent par la capture de Sambhaji et sa mise à mort. Son frère cadet, Rajaram, lui succède et cherche à venger la mort de son aîné durant les dix années qui suivirent, jusqu'à sa propre mort. Sa veuve déplace la capitale de l'empire à Kolhapur et continue son combat.

## Période coloniale

### Inde Britannique (~1750-1947)

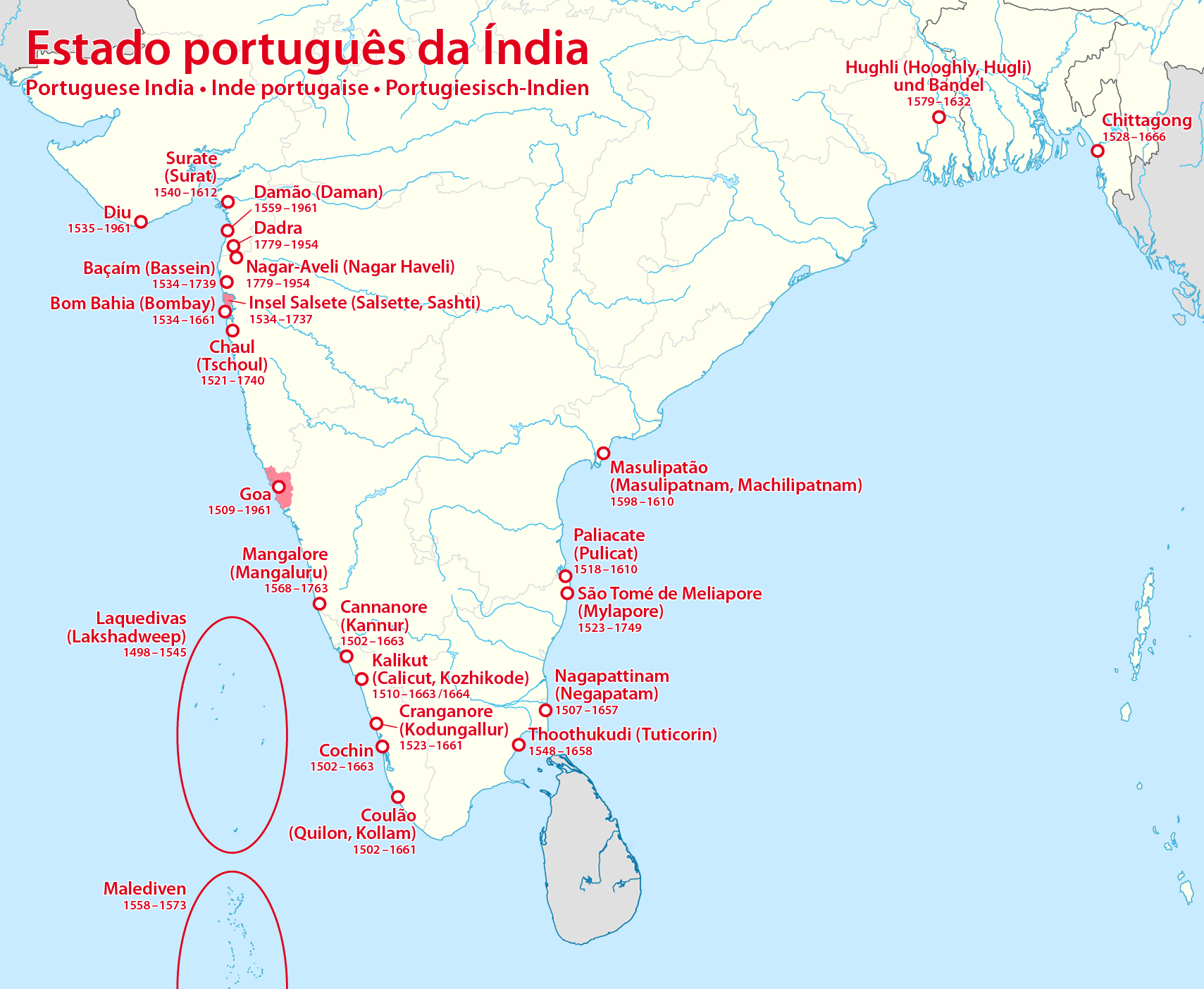
Carte des implantations portugaises en Inde
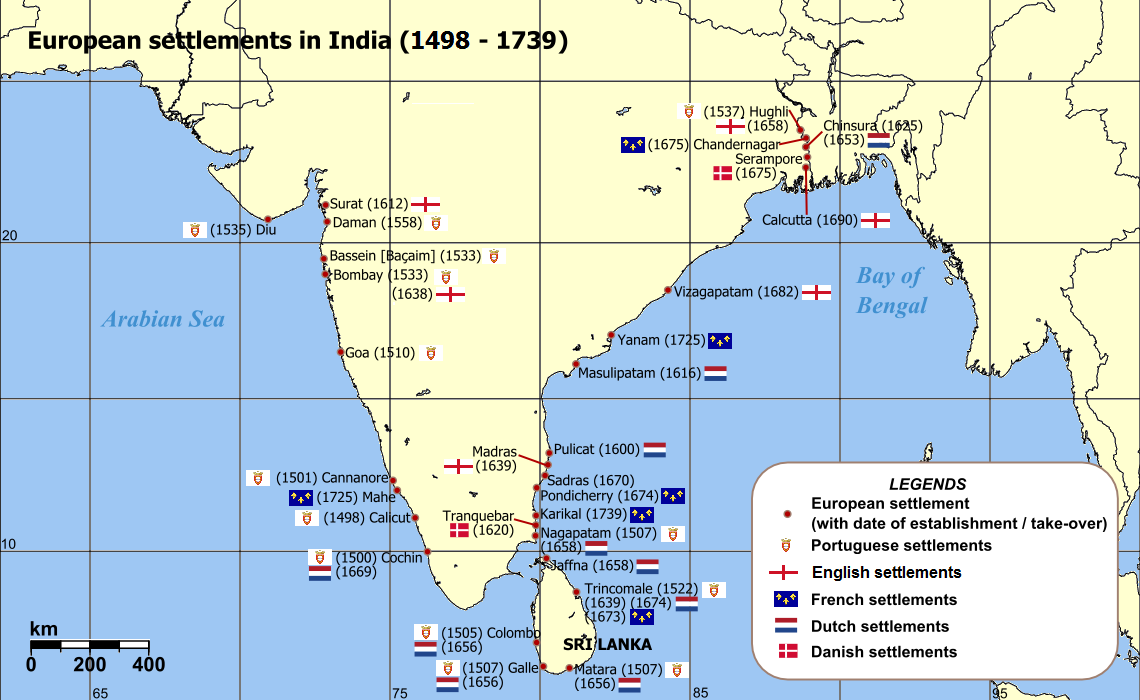
Implantations européennes en Inde.
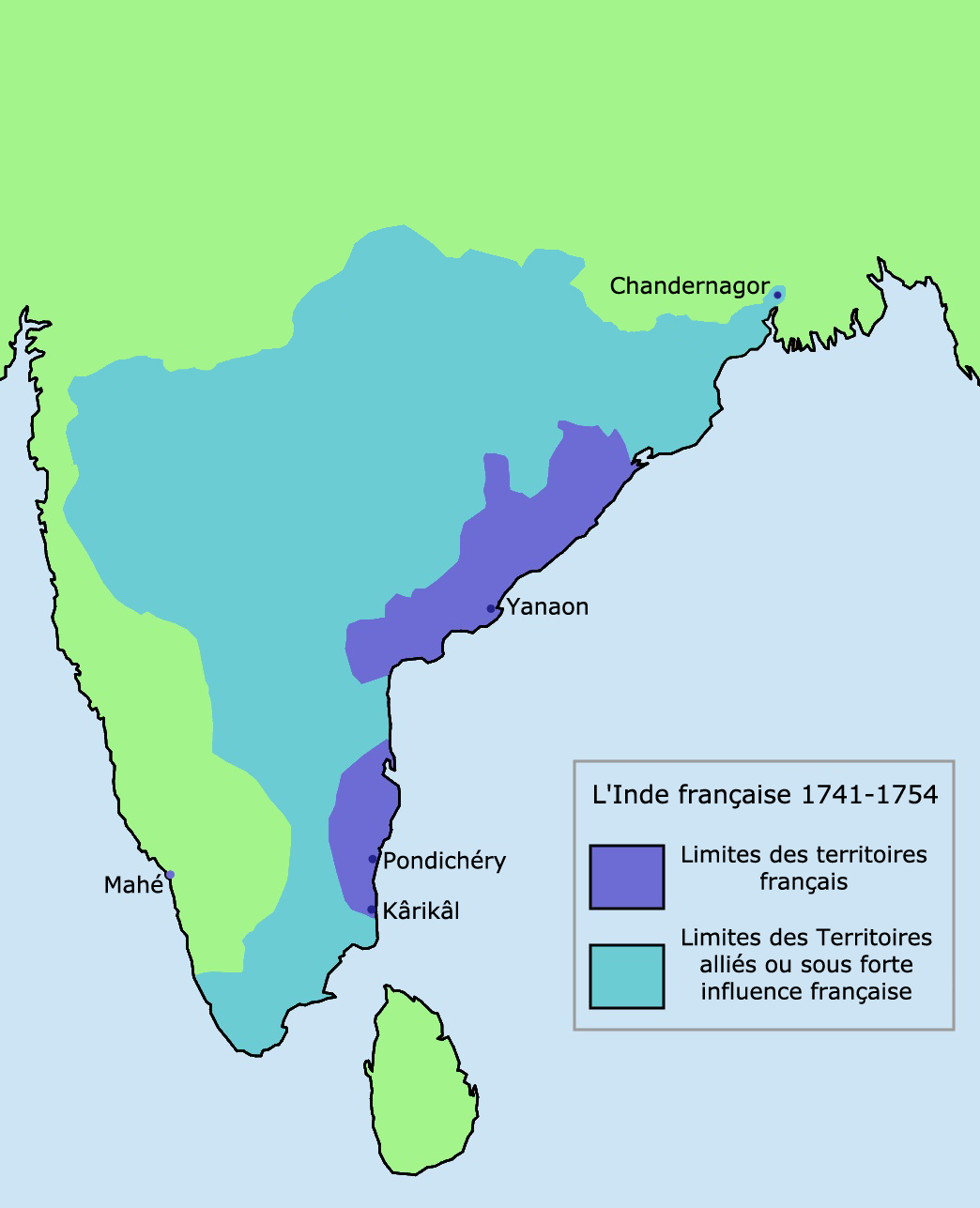
Inde française 1741-1754.
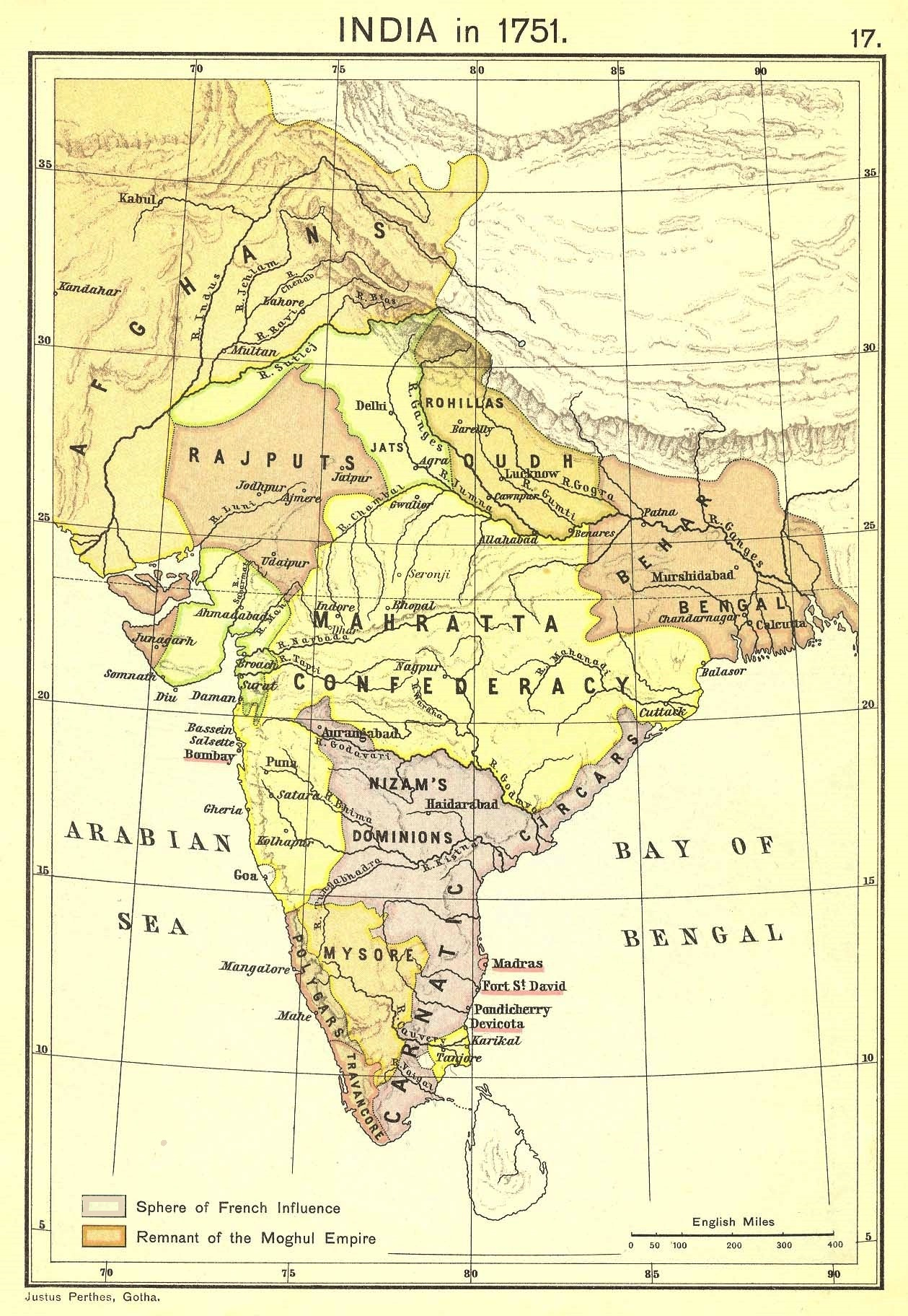
Inde 1751.

#### Conquête britannique et résistances (1750-1857)
Le premier avant-poste anglais en Asie du Sud est établi en 1619 à Surate sur la côte du nord-ouest de l'Inde. Plus tard au cours du même siècle, la Compagnie britannique des Indes orientales ouvre des comptoirs de commerce permanents à Madras, Bombay et Calcutta, sous la protection des dirigeants indigènes.
L'anarchie qui se développe au XVIIe siècle a pour conséquence que les autorités locales ne sont plus capables d'assurer la sécurité des comptoirs et les marchands obtiennent le droit de fortifier ceux-ci. Les maisons de commerce deviennent ainsi des forteresses qui échappent de fait à la souveraineté des autorités indiennes. À la faveur de l'insécurité croissante qui accompagne les guerres d'Aurangzeb, les gouverneurs de la Compagnie anglaise commencent à envisager une extension des possessions anglaises dans le pays selon l'exemple de la Compagnie néerlandaise des Indes orientales à Batavia.
Les Français s'installent dans le pays plus tardivement que les Anglais et les Hollandais. Après avoir conclu un accord avec le souverain musulman de Bijapur, ils créent un comptoir commercial et un fort à Pondichéry. Leurs principaux rivaux commerciaux sont alors les Hollandais. La Compagnie française des Indes orientales doit abandonner ses positions après la guerre de Sept Ans, ne conservant que cinq comptoirs désarmés.
En 1757, les troupes de la Compagnie anglaise des Indes orientales prennent le contrôle du Bengale dont elles pillent le trésor. Les Britanniques monopolisent le commerce. Les artisans bengalis sont obligatoirement rattachés aux manufactures de la Compagnie, et doivent remettre la production à des prix minimaux. Parallèlement, les impôts augmentent fortement. On peut imputer à ce système la famine de 1769-1770, durant laquelle auraient péri de 7 à 10 millions de Bengalis.
Les Britanniques rencontrent encore une forte résistance de Haidar Alî, sultan de Mysore, jusqu'en 1782, de l'Empire marathe jusqu'en 1819, de l'Empire sikh du Penjab jusqu'en 1849.
Vers 1850, ils dominent la plus grande partie de ce qui est aujourd'hui le Pakistan et le Bangladesh. L'Empire moghol se maintient nominalement, l'empereur moghol, à Delhi, reste en place jusqu'à la capture de Muhammad Bahâdur Shâh, déposé à la suite de la révolte des cipayes en 1857-1858; les nababies d'Arcate et d'Aoude gardent leur autonomie jusqu'au milieu du XIXe siècle ; Hyderâbâd, Bhopal, Rampur, Bahawalpur demeurent en place jusqu'en 1947).
Le Royaume-Uni n'interfère guère dans la sphère religieuse. Toutefois, en 1772, il remplace le système des qadis, les juges musulmans, par des tribunaux généralement présidés par des Britanniques. Jusqu'en 1864, il reste assisté par un mufti qui l'informe du droit musulman. De plus, le droit pénal musulman reste appliqué à tous, en tant que droit du lieu, pendant une soixantaine d'années , bien qu'il soit réformé dans les aires d'influence britanniques. Les Britanniques recréent alors, à Madras et à Calcutta, à la fin du XVIIIe siècle, les madrasas, écoles juridico-religieuses musulmanes, qui n'existaient plus depuis le XVe siècle. Ils avaient en effet besoin de former le personnel administratif et judiciaire pour appliquer le droit musulman en vigueur. Pour ce qui concerne le statut personnel, on applique aux hindous le droit hindou.
Après l'éclatement de l'empire moghol, en 1707, qui se fragmente sous les invasions musulmanes (Iraniens et Afghans) et hindoues (Marathes), on assiste, pendant les XVIIIe et XIXe siècles, à une période d'expansion économique et de renouveau du soufisme ainsi que de la pensée politique et juridique. L'ijtihâd (interprétation) est rouvert, avec un intérêt marqué pour Gazâlî (XIe siècle) et Ibn Tamiyya (XIIIe siècle), apparenté à l'école juridique hanbalite. Les échanges avec La Mecque et les écoles du Yémen se multiplient ; Shah Waliullah ad-Dehlawi, réformateur religieux, est l'un des nombreux pèlerins-étudiants à faire le hajj. Un tournant important a lieu en 1808, avec l'importation du néowahhabisme[Par qui ?][réf. nécessaire] et l'intérêt nouveau des oulémas pour les basses castes, celles-ci étant jusqu'alors l'objet de l'attention des fakirs appartenant à des confréries soufies hétérodoxes.

##### L'Empire britannique des Indes (1858-1947)

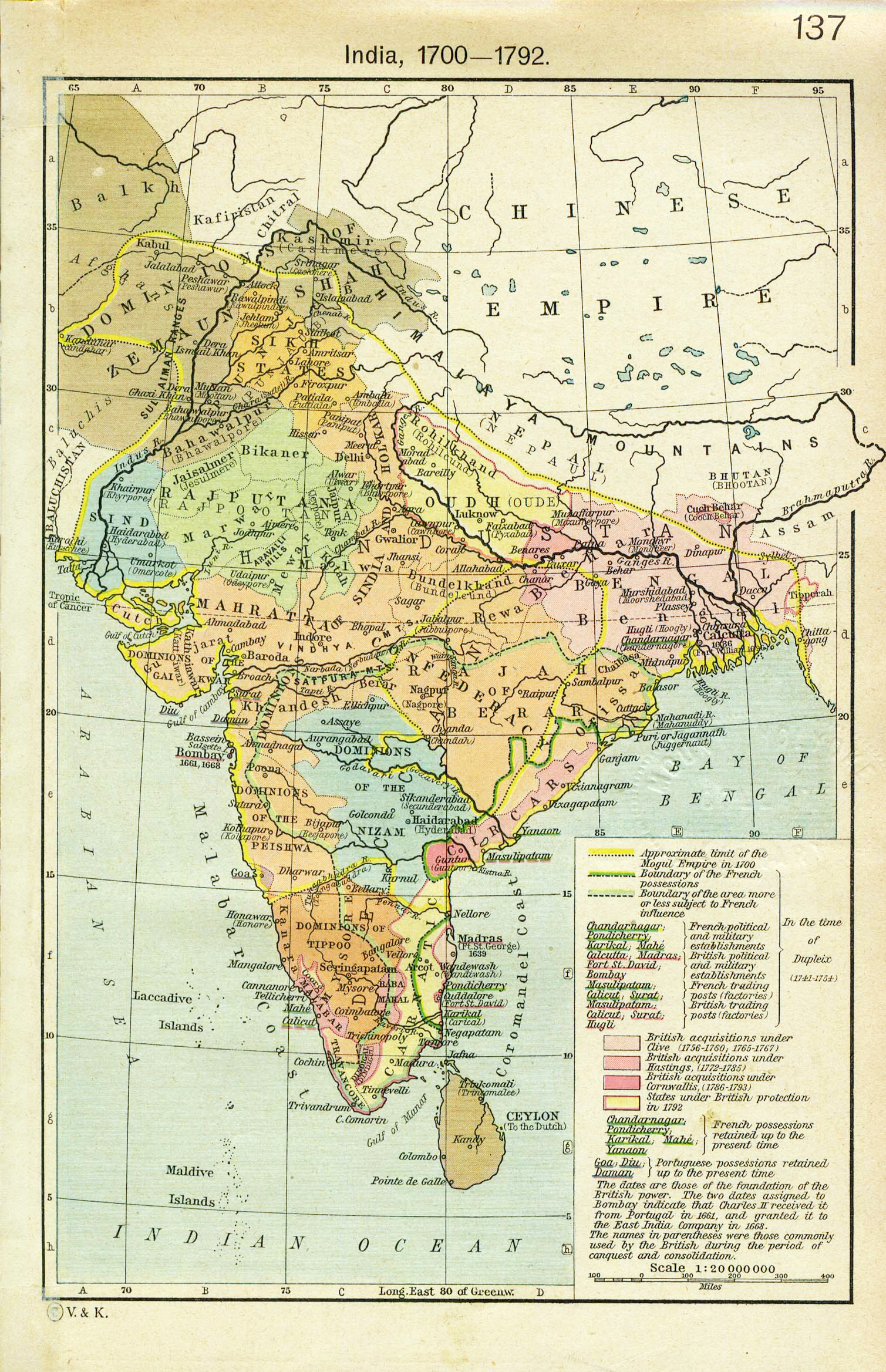
The Historical Atlas, carte de William Robert Shepherd, 1923.

À la suite de la grande mutinerie des soldats indiens, en 1857, le Parlement britannique transfère le pouvoir politique de la Compagnie des Indes orientales à la couronne. Dorénavant, le Royaume-Uni administre directement la majeure partie de l'Inde, tout en contrôlant le reste par des traités signés avec les dirigeants locaux. La production de thé est développée et les Britanniques préfèrent sa consommation à celle du café.
Les avancées technologiques et la commercialisation de l'agriculture dans la seconde moitié du XIXe siècle sont marquées par des problèmes économiques – de nombreux petits paysans étant devenus dépendants de marchés lointains. De plus, alors que les activités industrielles permettent l'enrichissement d'une bourgeoisie indienne, la masse populaire continue d'utiliser des techniques agricoles stationnaires. Les féodaux tels les zamindar négligent les travaux productifs comme l'irrigation. Ainsi, l'Inde reste le pays des famines parce que certaines années les pluies font défaut. La terrible famine en Inde de 1866 décime près d'un million de personnes. En 1877, dans la grande famine du Dekkan, cinq millions d'individus trouvent la mort.
Vers la fin du XIXe siècle, des premières mesures d'autonomie sont prises concernant l'Inde britannique avec la nomination de conseillers indiens auprès du vice-roi britannique et l'établissement de conseils provinciaux comprenant des membres indiens ; les Britanniques élargissent ensuite la participation aux conseils législatifs. À partir de 1920, Mohandas K. Gandhi transforme le Parti du Congrès (Indian National Congress) en un mouvement de masse combattant la domination coloniale britannique. L'agriculture indienne est de plus en plus basée sur l'exportation de coton mais aussi de produits vivriers, comme dans le cas de la production extensive d'arachides.

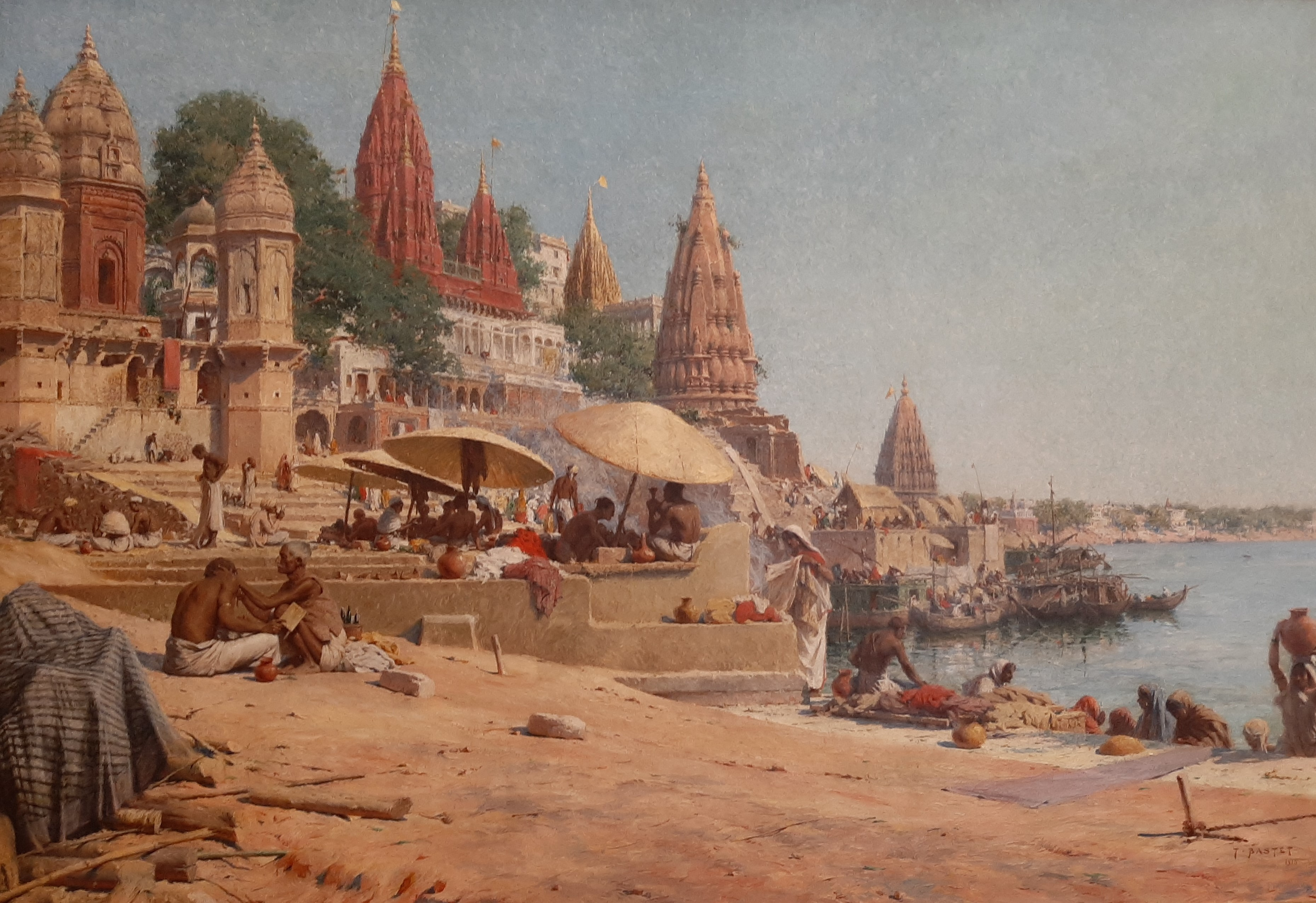
Bénarés, les bords du Gange
Tancrède Bastet, 1915
Musée de Grenoble

L'Inde sort appauvrie de la Première Guerre mondiale : à cause des impôts et des emprunts de guerre, cent millions de livres sterling — obtenues en alourdissant les taxes et en augmentant les prix — quittent l'Inde pour venir grossir les finances impériales. Une vague d'agitation s'empare de tout le sous-continent en 1918-1920. À Bombay, une grève du textile s'étend jusqu'à réunir 125 000 travailleurs. Des émeutes de la faim se produisent à Bombay, à Madras, à Calcutta et au Bengale. La plupart des régions du pays sont touchées par des manifestations de masse, des grèves ou des émeutes. À Amritsar, les troupes britanniques ouvrent le feu sur une foule de manifestants, tuant 379 personnes et en blessant 1 200 autres. Au cours des six premiers mois de l'année 1920, plus de 200 grèves sont déclenchées. Un rapport gouvernemental relève alors « une fraternisation sans précédent entre hindous et musulmans ».
Le parti du Congrès se montre partagé quant à l'attitude à adopter. Gandhi, qui craint que cette agitation ne dégénère en un conflit avec les capitalistes indiens avec lesquels il est proche, choisit de promouvoir le refus pacifique de collaborer avec les autorités. Il place cependant des limites à ce refus de coopérer, décidant de ne pas appeler au non-paiement des impôts généraux au motif que cela pouvait encourager les paysans à ne pas verser les rentes aux zamindars (aristocratie indienne). Pourtant, de nombreuses confrontations violentes continuent d'opposer la police aux manifestants. En février 1922, dans la ville de Chauri Chaura (Bihar), la police ouvre le feu après des échauffourées lors d'une manifestation et la foule répond en incendiant le commissariat, tuant une vingtaine de policiers. Plus de 170 paysans sont abattus en représailles. Gandhi appelle à l’arrêt du mouvement de protestation, permettant à l'administration coloniale de restaurer son autorité. Le gouverneur de Bombay, lord Lloyd, devait plus tard reconnaître : la campagne « nous fit peur » et « fut à deux doigts de réussir ».
Durant la Seconde Guerre mondiale, les troupes de l'Indian Army participent à toutes les phases du conflit sous la bannière britannique. Un chef nationaliste, Subhash Chandra Bose, en désaccord avec Gandhi et partisan de la lutte armée contre les Britanniques, obtient le soutien de l'Allemagne nazie, puis de l'empire du Japon. Il fonde à Singapour, avec l'aide des Japonais, le Gouvernement provisoire de l'Inde libre. Ses troupes, l'Armée nationale indienne, participent en 1944 à l'Opération U-Go, offensive menée en Inde par les Japonais, qui se solde par un échec.
Après la guerre, le mouvement de Gandhi réussit à obtenir l'indépendance en utilisant comme armes la non-violence et les campagnes de désobéissance civile mais le gouvernement de Londres, formé par les travaillistes, ne s'y oppose pas.

## L'Inde indépendante (1947)

### La Partition et les premières années

Partition de l'Inde.

Du 14 au 15 août 1947, l'Empire britannique des Indes est divisé en deux dominions indépendants : l'Union indienne et le Pakistan. Cette partition, qui fait suite aux tensions communautaires et à la campagne de la Ligue musulmane pour un État musulman, est finalement acceptée par le Congrès national indien en dépit de l'opposition de Gandhi. Elle entraîne le déplacement de 12 millions de personnes, dont des hindous et des sikhs qui se retrouvent en territoire pakistanais et rejoignent le territoire de l'Union indienne. De même, des musulmans demeurant en Inde rejoignent le Pakistan nouvellement créé. Les violences entre communautés accompagnent ces déplacements et font plusieurs centaines de milliers de morts au Pendjab et au Bengale, les deux provinces divisées par la Partition. Les massacres cessent en septembre, grâce aux efforts du Mahatma Gandhi qui se lance dans une grève de la faim à Calcutta.
Les accords menant à l'Indépendance prévoient d'attribuer les provinces de l'Empire des Indes entre l'Inde et le Pakistan (seuls le Pendjab et le Bengale sont divisés) et laissent aux États princiers le choix de devenir indépendant ou de rejoindre l'un des deux dominions. Sous l'égide de Sardar Vallabhbhai Patel, le nouveau gouvernement indien s'emploie à convaincre les princes des États situés sur son territoire de rejoindre l'Union indienne. Ces négociations sont fructueuses, à l'exception de trois États:
- le Junagadh, dont la population est majoritairement hindoue mais le prince musulman, décide de rejoindre le Pakistan alors que son territoire est entièrement enclavé dans celui de l'Union indienne. Après un plébiscite en décembre 1947, l'État rejoint finalement l'Inde.
- l'État princier d'Hyderabad, situé en plein cœur de l'Inde, est intégré de force à l'Union indienne par l'intervention de l'armée en septembre 1948, Opération Polo.
- l'État du Cachemire, dans le nord, devient la cause de la première guerre indo-pakistanaise entre 1947 et 1949. Celle-ci fait suite à l'invasion du Cachemire par des troupes tribales venues du Pakistan ayant poussé le maharaja hindou de cet État majoritairement musulman à solliciter l'aide militaire de l'Inde en échange de son intégration. Finalement, un cessez-le-feu proposé par les Nations unies est accepté, laissant à l'Inde le contrôle des deux-tiers du territoire de l'État. Cependant le référendum prévu par le cessez-le-feu n'a toujours pas eu lieu et le Cachemire reste aujourd'hui le principal sujet de discorde entre l'Inde et le Pakistan.

Dans les années qui suivent, l'Inde accueille plus d'un million de réfugiés fuyant les violences communautaires du Pakistan oriental. À la suite de cet épisode, Jawaharlal Nehru et Liaquat Ali Khan, les Premiers ministres de l'Inde et du Pakistan, signent un pacte par lequel les deux nations s'engagent à protéger leurs minorités respectives.
Le 26 novembre 1949, l'Assemblée constituante adopte le projet de Constitution rédigée sous l'égide  de B. R. Ambedkar : l'Inde devient alors une république démocratique et fédérale. La Constitution, composée de 395 articles, entre en vigueur le 26 janvier 1950 et Rajendra Prasad est élu premier Président de l'Inde. Malgré le caractère fédéral du régime, le pouvoir est relativement centralisé : le gouvernement de New Delhi détient tous les pouvoirs en matière de défenses, relations extérieures, communication, monnaie et développement économique et il peut, en cas d’urgence, suspendre le gouvernement d’un État (president’s rule). Le chef de l'État est le président, élu pour cinq ans par les parlements régionaux et le Parlement central. Il nomme le Premier ministre, qui est le chef de la majorité parlementaire, puis sur son conseil, les autres membres du gouvernement qui exerce le pouvoir exécutif. Le Parlement central est composé de deux chambres : la Chambre du Peuple (Lok Sabha) et la Chambre des États (Rajya Sabha). Les députés de la Lok Sabha sont élus au suffrage universel pour cinq ans ; ils peuvent censurer le gouvernement et le faire tomber en lui refusant leur confiance. Les membres de la Rajya Sabha sont élus pour six ans par les assemblées des États.

### Nehru au pouvoir (1950-1964)

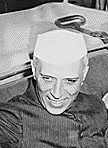
Nehru, Premier ministre (1947-64)

Les premières élections de la nouvelle république ont lieu en 1952. Le Congrès national indien, fer de lance du mouvement pour l'indépendance, remporte une large victoire. Le pandit Jawaharlal Nehru est reconduit au poste de Premier ministre de l'Inde. Il est réélu en 1957 et 1962.
De nombreuses réformes sont mises en place par Nehru, notamment la création du Code civil hindou, reconnaissant plus de droits aux femmes, la promotion de l'éducation primaire, la création des Instituts indiens de technologie. Nehru est partisan d'une économie socialiste et l'industrialisation est encouragée par des plans quinquennaux. Les industries de l'acier, de l'aviation, des mines, des chantiers navals, de l'électricité sont nationalisées. Un salaire minimum est introduit pour les ouvriers, les paysans sont exonérés d'impôts et une importante réforme agraire est mise en place. De grands travaux sont lancés : barrages, routes, canaux d'irrigation, centrales électriques...
En 1956 est adopté le States Reorganisation Act qui pose les bases de la réorganisation des États indiens en fonction des frontières linguistiques. Le Kerala (malayalam) et l'Andhra Pradesh (telougou) sont détachés de la province de Madras (tamoul). En 1960, le Gujarat et le Maharashtra sont créés à partir de l'ancienne province de Bombay. Les zones hindiphones du Pendjab sont détachés en 1966.
Sur le plan de la politique étrangère, Nehru est à l'origine du mouvement des non-alignés. Il tente de maintenir des relations équilibrées entre l'Union soviétique et les États-Unis et encourage l'implication de la Chine communiste sur la scène internationale. Il s'oppose à l'invasion impérialiste de la France, du Royaume-Uni et d'Israël contre l'Égypte sur la nationalisation du canal de Suez égyptien. Il visite le Pakistan en 1953, mais la question du Cachemire empêche les relations entre les deux pays de se normaliser. En 1960, l'Inde envahit la colonie portugaise de Goa. En 1962, la Chine traverse la frontière indienne dans les territoires de l'Himalaya. La courte guerre sino-indienne est un échec cuisant pour l'armée indienne qui affecte grandement Nehru.
Jawaharlal Nehru meurt le 27 mai 1964.

### La dynastie des Nehru: Indira et Rajiv Gandhi (1964-1989)
Après la mort de Nehru, Lal Bahadur Shastri lui succède comme Premier ministre. Une seconde guerre indo-pakistanaise a lieu en 1965 à propos du Cachemire. Shastri meurt en 1966 et il est remplacé par la fille de Nehru, Indira Gandhi.

#### Indira Gandhi (1966-1977)

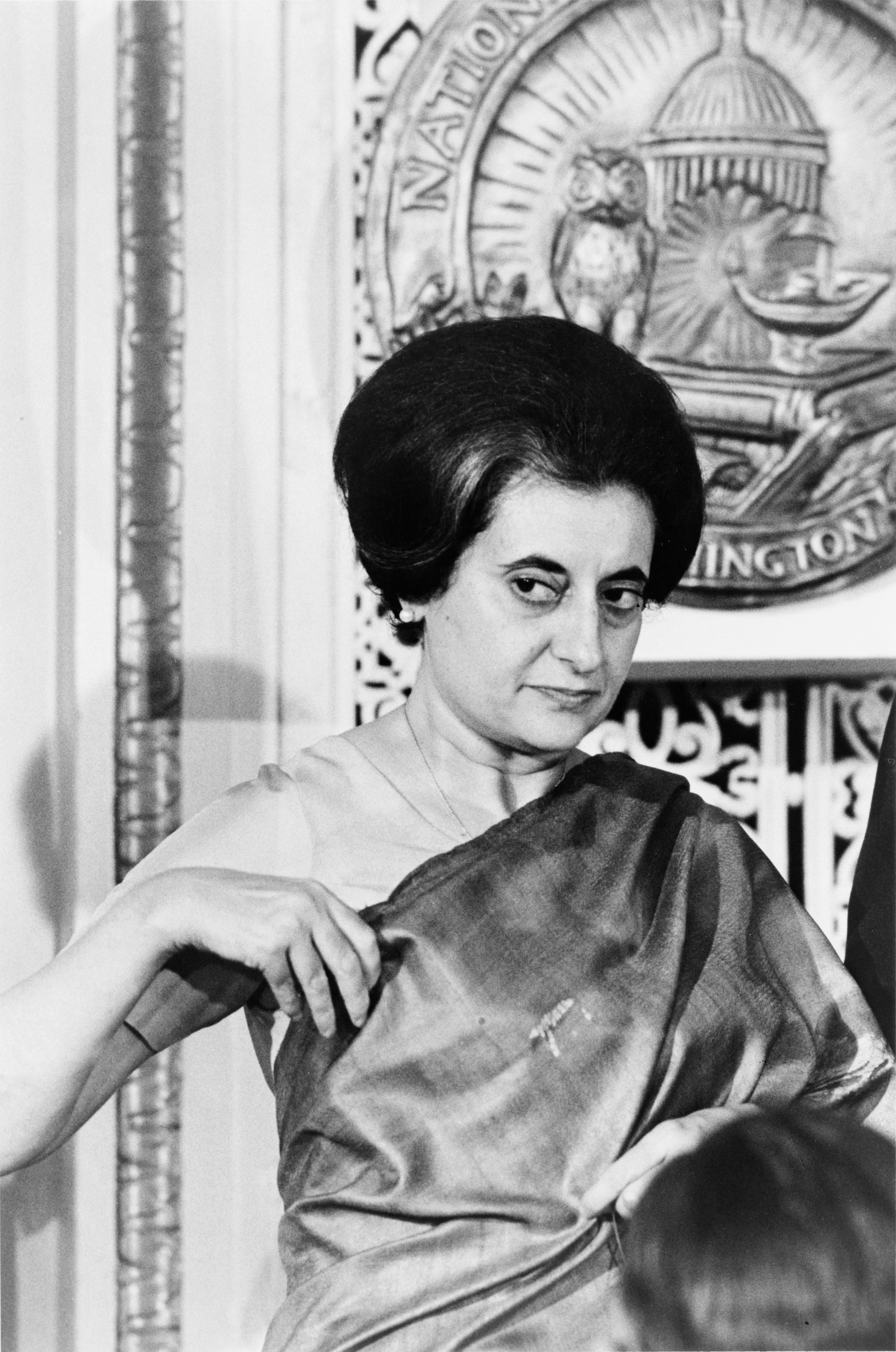
Indira Gandhi, Première ministre (1966-77 et 1980-84)

Indira Gandhi gagne une majorité réduite pour le Congrès aux élections de 1967. Elle doit affronter l'opposition de l'aile droite de son parti, emmené par le vice-premier ministre Morarji Desai. Elle adopte un programme socialiste afin de regagner en popularité : elle met fin aux privilèges des anciens princes, nationalise les banques. Lorsque le Congrès décide de l'exclure en 1969, elle fait scission et recrée son propre Congrès, le Congrès (R) pour Ruling, reconnu comme le parti légitime par la Commission électorale indienne.
Après une nouvelle guerre indo-pakistanaise, durant laquelle l'Inde soutient avec succès l'indépendance du Bangladesh, Indira Gandhi est massivement réélue lors des élections de 1971. En 1974, l'Inde teste sa première bombe atomique. Le gouvernement soutient la Révolution verte qui, alors que la population indienne dépasse les 500 millions de personnes dans les années 1970, permet à l'Inde de devenir auto-suffisante sur le plan alimentaire.
En 1975, devenue impopulaire en raison de la situation économique et prise dans une affaire de fraude électorale, Indira Gandhi proclame l'état d'urgence : les libertés publiques sont suspendues, les opposants politiques emprisonnés. La fin de l'agitation politique et la répression permettent au gouvernement d'adopter un plan économique de stimulation de la production industrielle et agricole. Mais les abus sont nombreux : des personnes sont stérilisées de force, les arrestations sont arbitraires, des prisonniers sont torturés...
En janvier 1977, Indira Gandhi convoque de nouvelles élections et relâche les prisonniers politiques. L'opposition s'unit et forme le Janata Party et, en mars, le Congrès est sévèrement défait. Pour la première fois, un non congressiste, Morarji Desai, devient Premier ministre.

#### L'interlude du Janata (1977-1980)
Le gouvernement issu du Janata Party met fin à l'état d'urgence et à la censure de la presse et revient sur les mesures controversées prises par le gouvernement d'Indira Gandhi. La Constitution est modifiée pour rendre plus difficile le recours à l'état d'urgence et assurer l'indépendance de la justice. Le nouveau gouvernement pousse les États encore contrôlés par le Congrès (R) à convoquer de nouvelles élections : le Congrès est battu partout et le Janata Party prend le pouvoir dans sept États supplémentaires.
L'Inde se rapproche de la Chine et le ministre des affaires étrangères Atal Bihari Vajpayee se rend à Pékin en 1979. Jimmy Carter devient le premier président des États-Unis à se rendre en Inde. Cependant, le gouvernement du Janata refuse toujours de signer le traité de non-prolifération nucléaire.
Sur le plan économique, le gouvernement rencontre des difficultés : si une ouverture de l'économie vers les investissements étrangers s'amorce, le chômage et la pauvreté restent importants.
Les procès intentés contre les responsables de l'état d'urgence, dont Indira et Sanjay Gandhi eux-mêmes sont infructueux et donnent l'impression d'un acharnement judiciaire. L'union entre les membres du Janata, issus d'idéologies politiques très différentes, se fissure rapidement. En 1979, Desai est obligé de démissionner et il est remplacé par Charan Singh. Mais celui-ci ne dispose plus de la majorité à la Lok Sabha et, après le refus du Congrès de négocier une participation au gouvernement, de nouvelles élections sont convoquées en 1980.

#### Le retour du Congrès: Indira et Rajiv Gandhi (1980-1989)
En janvier 1980, le Congrès national indien remporte les élections et Indira Gandhi redevient Première ministre. Cependant, le gouvernement est contraint de s'occuper de tensions dans l'Assam et au Pendjab. Dans cet État, des militants du Khalistan réclament la création d'un État sikh. Réfugiés avec des armes dans le Temple d'Or d'Amritsar, le lieu le plus saint du sikhisme, ils sont délogés par l'Opération Bluestar ordonnée par Indira Gandhi et qui fait de nombreuses victimes. En 1984, un des gardes du corps sikh d'Indira Gandhi l'assassine, ce qui provoque d'importantes violences communautaires qui causent la mort de près de 3000 personnes.
Rajiv Gandhi, le fils ainé d'Indira, lui succède comme Premier ministre. Il remporte en 1984 la plus large victoire électorale du Congrès, avec 415 sièges sur 545. Rajiv Gandhi entreprend de libéraliser l'économie indienne. Il favorise la recherche et encourage l'industrie des télécommunications et lance un programme spatial. En 1987, il signe un accord avec le gouvernement du Sri Lanka : l'armée indienne intervient pour désarmer la rébellion tamoule sur l'île. Cependant, les troupes indiennes sont accusées d'exactions sur les civils. Par ailleurs, sa politique économique provoque le mécontentement d'une partie de la population qui n'en profite pas, alors que le chômage reste élevé. En 1989, le scandale Bofors éclate, révélant la corruption au plus haut niveau du gouvernement.

### La fin de l'hégémonie du Congrès (1989-)

#### Le Janata Dal (1989-1991)
En 1989, le Congrès de Rajiv Gandhi arrive en tête aux élections mais reste très loin de la majorité absolue. V. P. Singh devient alors Premier ministre et parvient à construire une majorité avec le Janata Dal et le soutien extérieur du Bharatiya Janata Party et des partis de gauche. Singh rend visite au Temple d'Or et commence à mettre en œuvre le rapport Mandal sur l'attribution de quotas aux basses castes. Ces quotas, controversés, font chuter le gouvernement et Singh est remplacé par Chandra Shekhar qui obtient le soutien du Congrès pour gouverner. Mais ce soutien ne dure pas et de nouvelles élections sont convoquées pour 1991.

#### L'ère des coalitions (1991-)

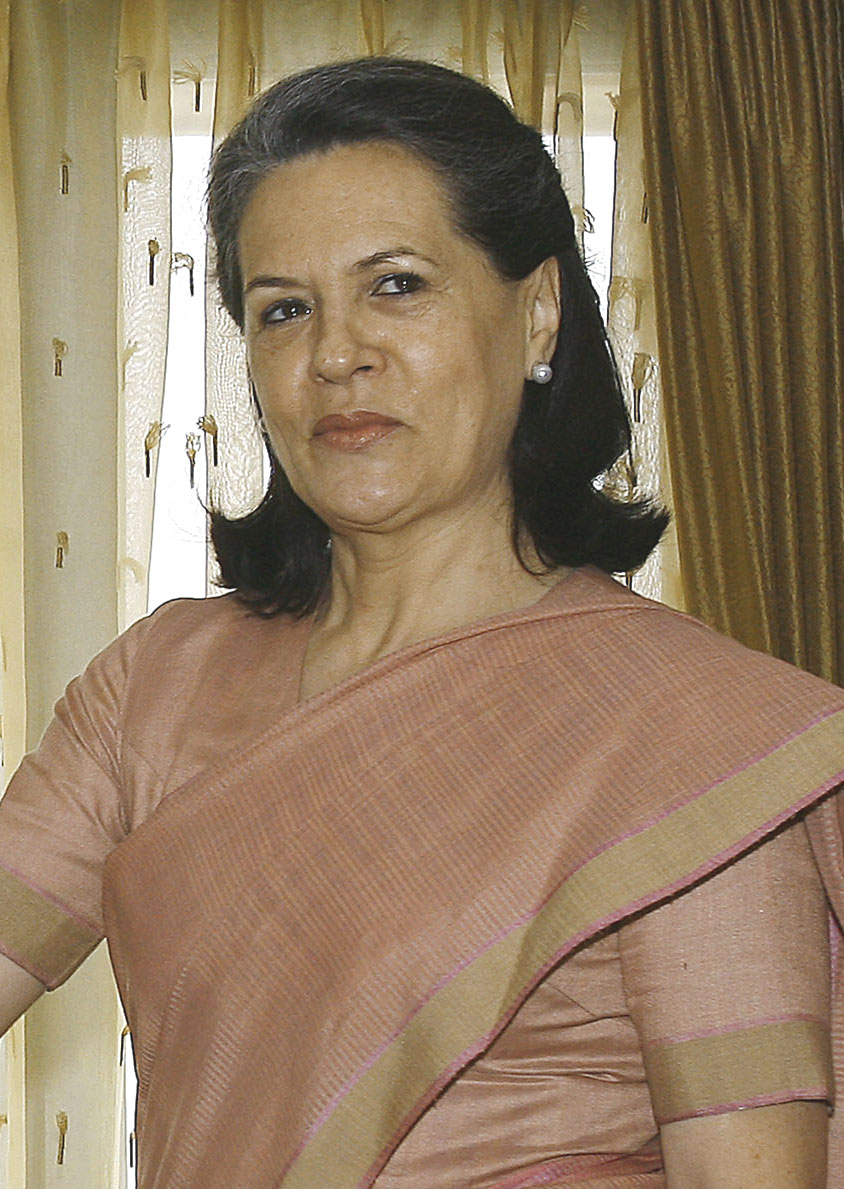
Sonia Gandhi, présidente du Congrès et leader de l'UPA

Pendant la campagne électorale de 1991, Rajiv Gandhi est assassiné lors d'un attentat suicide organisé par les Tigres tamouls. Le Congrès remporte 244 sièges et met en place une coalition : P. V. Narasimha Rao devient Premier ministre. Sous son mandat, la libéralisation économique s'accélère, sous l'égide notamment du ministre des finances Manmohan Singh. Le paysage politique indien évolue également et les partis régionaux ou de caste prennent de plus en plus d'importance. Les tensions communautaires sont relancées en 1992 par la démolition de la mosquée d'Ayodhya par un groupe de fanatiques hindous soutenus par le Bharatiya Janata Party. Dans les derniers mois de son mandat, le gouvernement Rao est affaibli par plusieurs scandales de corruption et le Congrès perd lourdement les élections de 1996.
Le Bharatiya Janata Party (BJP) devient le principal parti politique de la Lok Sabha, mais son leader Atal Bihari Vajpayee ne parvient pas à rester Premier ministre plus de 13 jours, faute de majorité. Comme les partis souhaitent éviter de nouvelles élections, un Front Uni est constitué regroupant 14 partis politiques dirigé par le Janata Dal. H.D. Deve Gowda devient Premier ministre mais doit démissionner moins d'un an plus tard, ayant perdu le soutien du Congrès. Inder Kumar Gujral le remplace pour un Front Uni élargi à 16 partis mais, en novembre 1997, le Congrès retire à nouveau son soutien et de nouvelles élections ont lieu début 1998.
Après les élections, Atal Bihari Vajpayee redevient Premier ministre d'un gouvernement dirigé par le BJP. Il conduit de nouveaux essais nucléaires souterrains, ce qui provoque des sanctions économiques de la part des États-Unis et du Japon. En avril 1999, la coalition du BJP se divise et Vajpayee convoque de nouvelles élections à l'issue desquelles il crée l'Alliance démocratique nationale (NDA) autour de son parti. Le gouvernement de la NDA dure cinq ans durant lesquels il doit affronter une recrudescence du terrorisme et des scandales liés à ses liens avec des intégristes hindous.
En 2004, à la surprise générale, le Congrès, présidé désormais par Sonia Gandhi, la veuve de Rajiv, arrive en tête. En raison d'une polémique autour de son origine italienne (bien qu'elle soit citoyenne indienne), elle renonce à devenir Premier ministre et pousse Manmohan Singh à accepter le poste. Il dirige un gouvernement de coalition de centre-gauche appelé l'Alliance progressiste unie (UPA). En 2009, l'UPA remporte à nouveau les élections et accroit sa majorité à la Lok Sabha mais en 2014, le BJP mené par Narendra Modi remporte les élections législatives.

## L'Inde dans les relations internationales depuis 1947
- 1947-1949 : Première guerre indo-pakistanaise à propos du Cachemire.
- 1955 : Conférence de Bandung, création du mouvement des non-alignés
- 1962 : Guerre sino-indienne, défaite de l'Inde à propos des frontières de l'Himalaya
- 1965 : Deuxième guerre indo-pakistanaise à propos du Cachemire.
- Décembre 1971 : Troisième guerre indo-pakistanaise ; le Pakistan Oriental devient le Bangladesh avec l'aide militaire de l'Inde.
- 18 mai 1974 : Essai nucléaire indien au Rajahstan.
- Octobre 1975 : Incidents frontaliers avec la Chine.
- 1987-1990 : Intervention de l'armée indienne contre les séparatistes tamouls au Sri Lanka, qui se solde par un échec et un retrait en 1990
- 1988 : Intervention armée de l'Inde aux Iles Maldives pour empêcher un coup d'État
- 1994 : Une résolution des deux chambres du parlement indien refuse de l'autonomie de l'État du Jammu-et-Cachemire.
- 1997 : Affrontements entre troupes indiennes et pakistanaises, en août, à la frontière du Jammu-et-Cachemire dans la région de Kargil.
- Mai 1998 : L'Inde et le Pakistan se dotent successivement de l'arme nucléaire à la suite d'essais nucléaires souterrains.
- Source : « Inde-Pakistan : de la crise au dialogue ? » Rapport d'information du Sénat fait au nom de la Commission des affaires étrangères, de la défense et des forces armées à la suite d'une mission effectuée du 3 au 10 mars 2002 en Inde et au Pakistan

## Historiographie de l'Inde
On distingue, dans les études sur l'Inde au cours des dernières décennies, quatre grands courants historiographiques : la «Cambridge school», l'historiographie nationaliste, l'historiographie marxiste et les « études subalternes » (Subaltern Studies). L'approche «orientaliste» jadis commune, qui renvoyait de l'Inde l'image d'un pays entièrement spirituel, ou sensuel et impénétrable, s'est éteinte dans les études académiques.
L '« école de Cambridge »  (Cambridge School of historiography (en)), dirigée par Anil Seal, Gordon Johnson, Richard Gordon et David A. Washbrook, accorde peu de place aux facteurs  idéologiques. Cette école historiographique est critiquée pour son parti pris pro-occidental ou son eurocentrisme.
L'école nationaliste a centré ses recherches sur le Congrès, sur des leaders, principalement Gandhi, et Nehru. Elle a présenté la mutinerie de 1857 comme une guerre de libération, et le «Quit India» de Gandhi commencé en 1942, comme des événements historiques. Cette école d'historiographie a été critiquée pour son élitisme (dans la mesure où elle privilégie l'étude des élites indiennes).
Les marxistes se sont concentrés sur l'analyse du développement économique, de la propriété foncière et des conflits de classe dans l'Inde précoloniale, et sur l'analyse de la désindustrialisation pendant la période coloniale. Les marxistes ont dépeint le mouvement de Gandhi comme un dispositif de l'élite bourgeoise permettant à la classe dominante indienne d'utiliser les forces populaires, potentiellement révolutionnaires, pour les faire servir à ses propres fins. Les marxistes sont accusés d'être « trop » influencés idéologiquement.
L 'école des études subalternes a été créée dans les années 1980 par Ranajit Guha et Gyan Prakash. Elle se détourne des élites et des politiciens et privilégie « l'histoire vue d'en bas », ce qui la rend très proche de l'École des Annales. Ses analyses portent sur les mouvements populaires, en particulier sur les insurrections paysannes. La relecture par les subalternistes des archives coloniales a permis de retrouver des informations jusque-là occultées concernant la vie des « sulbaternes » ; la recherche de nouvelles sources — le folklore, la poésie, les énigmes, les proverbes, les chansons, l'histoire orale —, le recours à des méthodes inspirées de l'anthropologie, ont conduit à écrire une autre histoire sociale de l'Inde. Les Subaltern Studies se concentrent sur l'ère coloniale avant 1947 et mettent généralement l'accent sur la caste plutôt que sur la classe sociale, au grand dam de l'école marxiste.

### Ouvrages romancés
- Bhagwan S. Gidwani : Le marche des Aryas. Le grand roman de la naissance de l'Inde, (1025 pages), 2019, éd. Banyan,  (ISBN 9782955286814)

#### Essais
- Jawaharlal Nehru, La Découverte de l'Inde (Éditions Philippe Picquier, 2002 [1945]), 660 p.,  (ISBN 2-87730-619-4)
- Guy Sorman, Le Génie de l'Inde (LGF Poche, 2007 [2002]), 333 p.,  (ISBN 2-253-12020-0)
- Éric Paul Meyer, Une histoire de l'Inde : Les Indiens face à leur passé, Paris, Albin Michel, 2007, 357 p. (ISBN 978-2-226-17309-6)"[...]En montrant les enjeux considérables mobilisés par les différentes interprétations de cette histoire, ce livre nous aide à comprendre l'un des acteurs majeurs de la mondialisation".

#### Sur l'histoire des relations franco-indiennes
- Jacques Weber, dir., Les Relations entre la France et l'Inde de 1673 à nos jours (Les Indes Savantes, 2002),  (ISBN 2-84654-025-X)
- Jean-Marie Lafont, La Présence française dans le royaume sikh du Pendjab (1822-1849) (École Française d'Extrême-Orient ed., 2005), 553 p.,  (ISBN 2-85539-768-5)
- Samuel Berthet, Inde-France (1870-1962): enjeux culturels (Institut français de Pondichéry ed., 2006), 676 p., ISSN 0971-3085
- Jacques Weber, Compagnies et comptoirs de l'Inde des Français, XVIIe – XXe siècles (Bibliothèque d'histoire d'outre-mer, 2004), 131 p.,  (ISBN 2-85970-016-1)